# Camera oscura (sviluppo fotografico)
La camera oscura fotografica è un ambiente buio, illuminato da una luce rossa (inattinica) o giallo-verde specifica. Viene utilizzata per sviluppare foto in bianco e nero e a colori, ed è importante per la stampa fotografica. In questo ambiente controllato, grazie a carte fotografiche apposite, si può valutare in progressione la qualità delle stampe stesse.

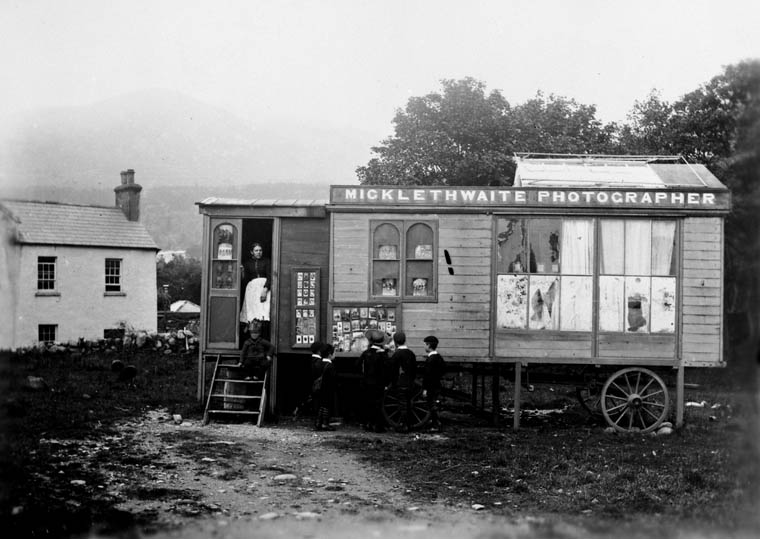
Camera oscura portatile ottocentesca

A causa dei materiali pancromatici (materiali sensibili a tutti i colori dello spettro) utilizzati, lo sviluppo delle pellicole o delle lastre deve essere fatto nel buio totale (fanno eccezione i materiali che possono quindi essere sviluppati in luce di sicurezza rossa). L'unica eccezione è lo sviluppo dei negativi in tank, una tanica cilindrica a prova di luce al cui interno trova alloggio la pellicola da sviluppare preventivamente avvolta in una spirale,  studiata in modo che l’unica operazione da condurre al buio sia il caricamento della spirale.

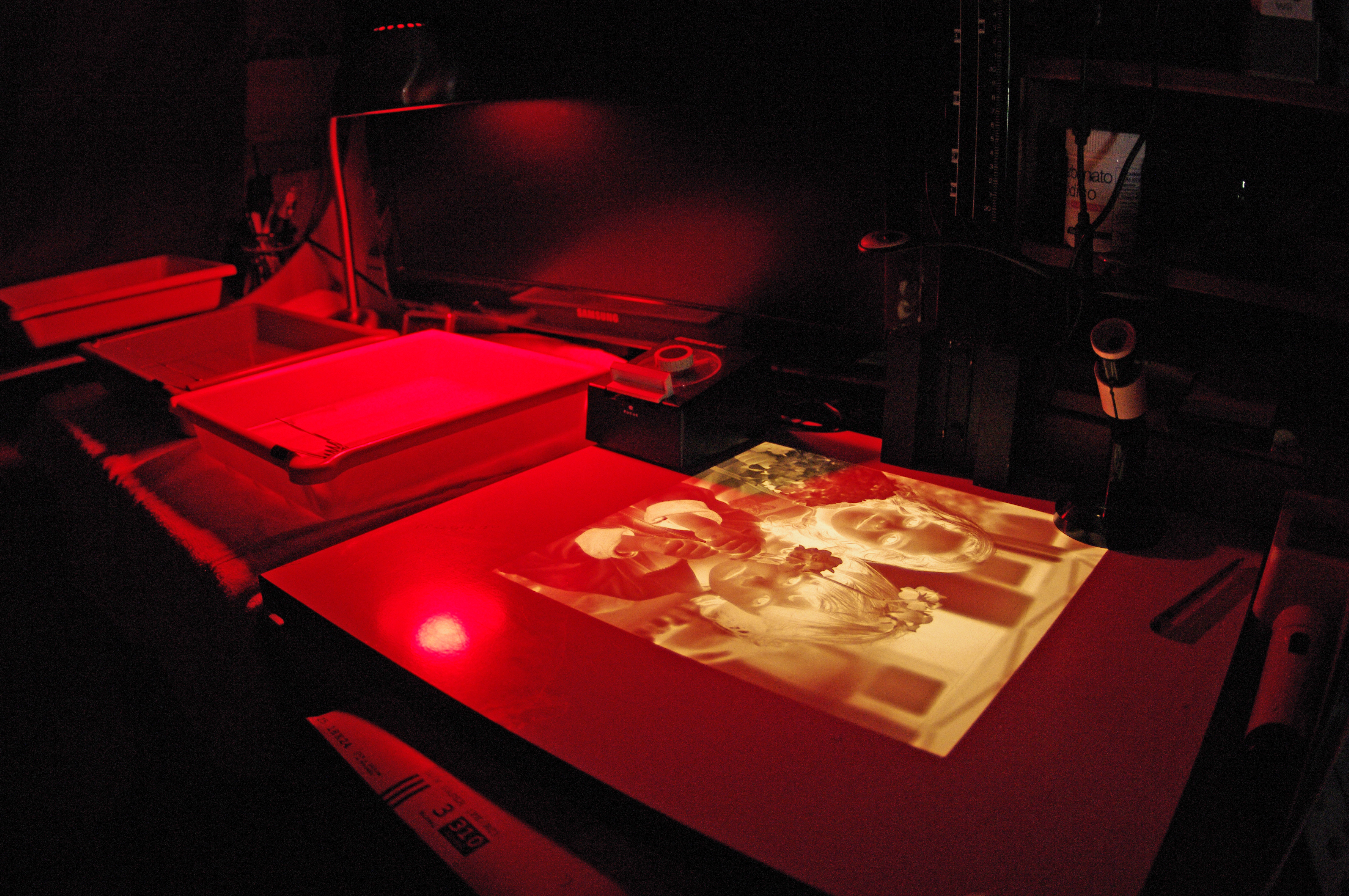
Moderna camera oscura per sviluppo e stampa in bianco e nero

Una fase essenziale, che precede lo sviluppo, è quella dell'esposizione della carta fotografica, che viene effettuata generalmente tramite un ingranditore che proietta luce attinica (luce di cui viene impedito il passaggio dal vetro o da uno schermo che hanno la funzione di proteggere dall'azione chimica della luce sopraccitata) all'interno del quale viene posto normalmente il negativo fotografico di cui si vuole eseguire l'ingrandimento. 
Le fasi dello sviluppo delle stampe fotografiche sono normalmente uguali a quelle dello sviluppo del negativo: sviluppo (tramite agenti di riduzione degli alogenuri di argento), arresto (tramite agenti chimici con pH acido), fissaggio (tramite agenti chimici che eliminano gli alogenuri d'argento non esposti durante il processo di esposizione) .

## Attrezzatura
L'attrezzatura per una camera oscura comprende generalmente:
Per lo sviluppo
- tank a tenuta di luce per lo sviluppo e fissaggio dei negativi
- timer, per regolare i secondi e minuti di bagno della pellicola
- termometro, per tenere a temperatura i bagni chimici durante lo sviluppo della pellicola
- forbici speciali per il taglio dei negativi
- apposite mollette per appendere i negativi ad asciugare
- bottiglie per la conservazione dei bagni di sviluppo, arresto e fissaggio
- misurini graduati
- prodotti chimici

Per la stampa
- ingranditore
- focometro (strumento che agevola la messa a fuoco dell'immagine proiettata sulla stampa)
- marginatore (strumento per tener ferma la carta e mascherarne i margini così da mantenerli bianchi)
- torchietto detto provinatore per stampe per contatto, oppure uno spesso vetro per comprimere le pellicole sulla carta
- esposimetro dedicato per il tempo di esposizione della carta sensibile (in alternativa è necessario eseguire delle prove con pezzetti di carta sensibile)
- carta fotografica
- vaschette per il trattamento delle carte in bianco e nero
- pinze per manipolare la carta
- tamburo per le stampe a colori
- bottiglie per la conservazione dei bagni di sviluppo, arresto e fissaggio
- misurini graduati
- prodotti chimici